# Kanton Valence
Kanton Valence (francouzsky Canton de Valence) je francouzský kanton v departementu Tarn-et-Garonne v regionu Midi-Pyrénées. Tvoří ho 11 obcí.

## Obce kantonu
- Castelsagrat
- Espalais
- Gasques
- Golfech
- Goudourville
- Lamagistère
- Montjoi
- Perville
- Pommevic
- Saint-Clair
- Valence